# Upogebione bidigitatus
Upogebione bidigitatus là một loài chân đều trong họ Bopyridae. Loài này được An, Williams & Yu miêu tả khoa học năm 2009.